# Anselme de Liège
Anselme de Liège, né en 1008 et mort vers 1056 est un chroniqueur du XIe siècle de la principauté épiscopale de Liège.

## Biographie
Né probablement a Cologne, de famille noble, il arrive a Liège en 1041 quand il est nommé doyen de la cathédrale Saint-Lambert de Liège où il jouissait de l'amitié de l'évêque de Liège Wazon. Sa chronique, considérée comme l'une des meilleures de l'époque, à la fois pour le mérite littéraire et sa valeur historique, est connue sous le nom Gesta episcoporum Tungrensium, Traiectensium et Leodiensium, et s'inscrit dans la continuité des précédents travaux de Heriger de Lobbes, mort en 1007, qui avait rédigé la biographie des vingt-sept premiers évêques de Liège, jusqu'à Remacle (680). L'œuvre d'Anselme, écrite à la demande de sa marraine, la comtesse Ida, abbesse de Sainte-Cécile de Cologne, comprend les biographies de vingt-cinq évêques, de Théodard de Maastricht (ca. 666) à Wazon (1048), dont il a donné un compte rendu original et très complet.
La dernière édition de ses Gesta a été publiée dans les « Monumenta Germaniae Historica ». Le style d'Anselme est clair, et son zèle pour la réforme de l'église n'a d'égal que son intelligence critique.